# Johan Jacob Ferguson
Johan Jacob Ferguson (Haia, ca. 1630 – Amesterdão, 6 de outubro de 1691) foi um matemático neerlandês, correspondente de Gottfried Wilhelm Leibniz.

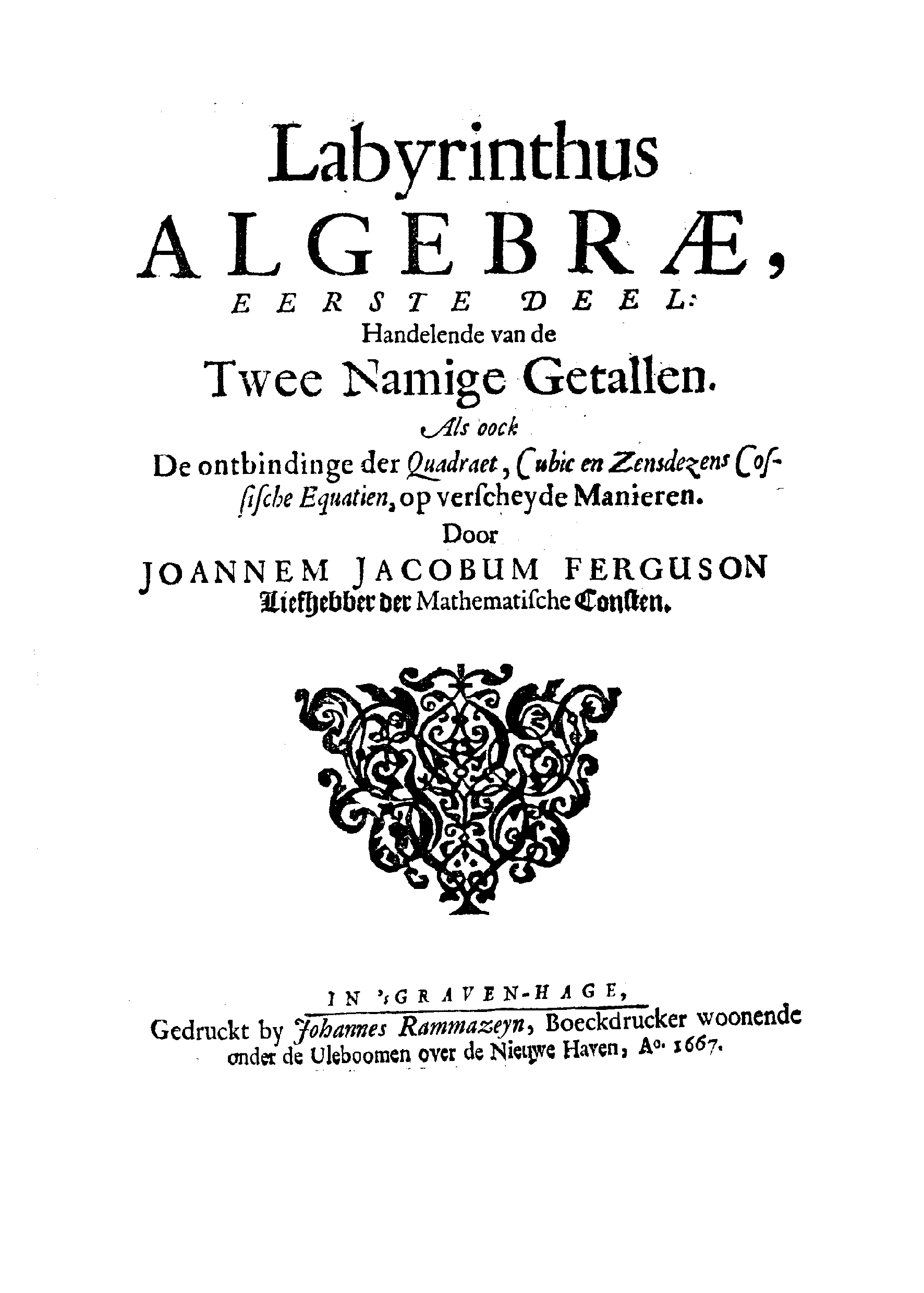
Labyrinthus algebrae, 1667

## Vida
Ele nasceu por volta de 1630, provavelmente em Haia, e morreu antes de 24 de novembro de 1706, provavelmente em 6 de outubro de 1691 em Amesterdão.
Em seu livro de 1667 Labyrinthus algebrae, escrito em baixo holandês, mostra as soluções de equações cúbicas e quárticas usando novos métodos. O livro tinha traduções parciais em latim (perdidas) e foi enviado para Isaac Newton.

## Obras
- Labyrinthus algebrae (em neerlandês). 's-Gravenhage: Johannes Rammazeyn. 1667